# Cerithidea valida
Cerithidea valida är en snäckart som först beskrevs av C. B. Adams 1852.  Cerithidea valida ingår i släktet Cerithidea och familjen Potamididae. Inga underarter finns listade i Catalogue of Life.